# (19916) Donbass
(19916) Donbass – planetoida z grupy pasa głównego asteroid okrążająca Słońce w ciągu 3 lat i 123 dni w średniej odległości 2,23 j.a. Została odkryta 26 sierpnia 1976 roku w Krymskim Obserwatorium Astrofizycznym w Naucznym na Półwyspie Krymskim przez Nikołaja Czernycha. Nazwa planetoidy pochodzi od Donieckiego Zagłębia Węglowego. Przed nadaniem nazwy planetoida nosiła oznaczenie tymczasowe (19916) 1976 QH1.